# Ольхово-Барское
Ольхово-Барское (Ольхово) — деревня в Шиковской волости Островского района Псковской области.
Расположена в 39 км к востоку от города Острова.
Численность населения деревни по состоянию на 2000 год составляла 1 человек.